# Argiope levii
Argiope levii là một loài nhện trong họ Araneidae.
Loài này thuộc chi Argiope. Argiope levii được miêu tả năm 1997 bởi Bjørn.